# Крестовка (Далматовський район)
Кресто́вка (рос. Крестовка) — село у складі Далматовського району Курганської області, Росія. Адміністративний центр Крестовської сільської ради.
Населення — 166 осіб (2010, 274 у 2002).
Національний склад станом на 2002 рік: росіяни — 93 %.